# Ma Pau SC
El Ma Pau SC fue un equipo de fútbol de Trinidad y Tobago que alguna vez militó en la TT Pro League, la primera división de fútbol en el país.

## Historia
Fue fundado en el año 2007 en la ciudad de Woodbroock aunque sus partidos los jugaba en Marabella, debutando en la TT Pro League en la temporada 2008 tomando el lugar del Police FC, que abandonó la liga.
El único logro importante del club fue ganar la TT Classic en el año 2010 tras vencer en penales al North East Stars FC, y tras quedar en 5º lugar en la TT Pro League, el club desaparece por problemas financieros.

## Palmarés
- TT Classic: 1

2010

## Jugadores

### Jugadores destacados
- Cyd Gray
- Keyeno Thomas
- Shane Calderon

## Entrenadores

### Entrenadores destacados
- Ubirajara Veiga Da Silva